# Loch Shin
Loch Shin (skotskou gaelštinou Loch Sin) je jezero ve správní oblasti Highland v severním Skotsku. Při rozloze 22,5 km² má jezero délku 27,2 km a šířku 5,9 km a dosahuje hloubky 129 m. Hladina se po postavení přehradní hráze v roce 1950 zvedla o 10 m.

## Pobřeží
Okolí jezera je bažinaté, na severovýchodě jsou velké lesy, jinak jsou zde vřesoviště a pole. Na březích a ostrovech se nachází 9 zřícenin hradů.

## Vodní režim
Voda z jezera odtéká řekou Shin do zálivu Dornoch Firth, jež je částí Severního moře.

## Využití
Jezero je proslulou rybářskou oblastí, na podzim přes něj táhnou tisíce lososů nahoru. Největší místo na břehu jezera je Lairg, ale je zde i mnoho samot a desítky domů na břehu. Místní obyvatelé jsou Piktové, kteří se ještě dnes živí převážně zemědělstvím a lesnictvím spolu s rybářstvím. Turistika sem dosud moc nepronikla.

## Příšera
Jako většina skotských jezer má i Loch Shin svou legendu. Je to Qüládéy, 16 až 19 m dlouhá jezerní příšera, která zde má žít.